# As Divine Grace
As Divine Grace war eine finnische Metal- und Rock-Band aus Pori, die 1991 unter dem Namen Morpheus gegründet wurde und sich ca. 2000/2001 auflöste.

## Geschichte
Die Band wurde im Jahr 1991 unter dem Namen Morpheus gegründet. Die Besetzung bestand anfangs aus dem Bassisten und Sänger Jari Mäkiranta, den Gitarristen Ari-Ala-Miekkaoka und Sami Långsjö und dem Schlagzeuger Matti Tuohimaa. Nach ein paar Monaten Probe wurde im Mai das Demo Path of the Past aufgenommen, dem sich ein weiteres sich im Februar 1992 anschloss. Danach schrieb die Gruppe an weiteren Songs, die sich stilistisch jedoch von dem bisherigen traditionellen Thrash- und Death-Metal weg, hin zum Doom Metal bewegten, weshalb sich die Band im Sommer 1993 in As Divine Grace umbenannte.
Im Winter 1993/1994 wurde die EP Romantic Beatitude of Faded Dawn aufgenommen. Während der Aufnahmen trat der Toningenieur Jukka Sillanpää der Band als Keyboarder bei. Die EP erschien im April 1995 bei Folter Records. Im Juli 1995 begannen die Aufnahmen zum Debütalbum Lumo, worauf als Sängerin Hanna Kalske zu hören ist. Nachdem die Gruppe einen Vertrag bei Avantgarde Music unterzeichnet hatte, wurde hierüber im Juli 1997 das Album veröffentlicht. Danach verließen Mäkiranta und Tuohimaa die Besetzung. Zunächst wurde der Schlagzeuger Mikko Lappälainen engagiert, woraufhin das Album Supremature im November 1999 erschien. Nach der Veröffentlichung kam Marko Taipole als Bassist hinzu. Die Band löste sich etwa 2000/2001 auf.

## Stil
Im Rock Hard beschrieb Hansi Daberger die Musik von Lumo als melancholischen, atmosphärischen und melodiösen Doom Metal mit weiblichem Gesang. Die Lieder seien mit einer Mindestspieldauer von je sieben Minuten recht lang. Nephil von Metal.de stellte in seiner Rezension fest, dass man den Vorgänger noch dem Gothic Metal zuordnen konnte, Supremature aber nun Melodic-Rock biete. Er fasste die Musik als eine Mischung aus späteren Katatonia, The Gathering und viel Madder Mortem zusammen. Der Gesang sei etwas weniger stark als der von Anneke van Giersbergen, wobei er „zwischen zarten Trauerhymnen und einem Stil, der irgendwie an alte Jazz-Sachen wie Ella Fitzgerald errinert“ [sic!], schwanke.

## Diskografie
als Morpheus
- 1991: Path of the Past (Demo, Eigenveröffentlichung)
- 1992: The Unbearable Wretchedness of Existence (Demo, Eigenveröffentlichung)

als As Divine Grace
- 1994: Promo 1994 (Demo, Eigenveröffentlichung)
- 1995: Romantic Beatitude of Faded Dawn (EP, Folter Records)
- 1997: Lumo (Album, Avantgarde Music)
- 1999: Supremature (Album, Avantgarde Music)